# Vila Schwarzer
Vila Schwarzer se nachází v Karlových Varech na okraji čtvrti Westend v ulici Krále Jiřího 1224/23. Pochází z roku 1913.

## Historie
Vilu si v letech 1912–1913 postavil Adolf Schwarzer, architekt z Mostu. V té době zahajoval v Karlových Varech provoz kanceláře společného ateliéru Schwarzer & Reinhard. Adolf Schwarzer sám navrhl architektonickou koncepci a dispozici stavby, i její detaily. Prováděcí projekt pak dokončil karlovarský stavitel Alois Hohla. Ten poté i vystupoval jako předkladatel plánů na úřadech a stavbu vily zrealizoval. Ke kolaudaci došlo 8. května 1913.
V roce 1914 bylo ve vile otevřeno soukromé sanatorium Schwarzer (Westendsanatorium).
Po druhé světové válce byla vila znárodněna.
V roce 2014 byla zapsána do Programu regenerace Městské památkové zóny Karlovy Vary 2014–2024 do kapitoly Seznam navrhovaných objektů k zápisu do Ústředního seznamu nemovitých kulturních památek na území MPZ Karlovy Vary.
V současnosti (leden 2021) je objekt bytovým domem v majetku společenství vlastníků jednotek.

## Popis
Vila č. p. 1224 stojí na území městské památkové zóny ve čtvrti Westend v ulici Krále Jiřího 23.
Jedná se o pozdně secesní architekturu s dekoracemi art deco a klasicisujícími prvky. Zajímavé jsou vlysy masek ve štítu uličního průčelí.